# New Meadow
Il New Meadow, noto anche come Greenhous Meadow per ragioni di sponsorizzazione, è uno stadio nella periferia sud di Shrewsbury, nel Regno Unito, tra i quartieri di Meole Brace e Sutton Farm. È stato costruito per sostituire il Gay Meadow Stadium, sede dei Shrewsbury Town dal 1910. Il terreno è stato completato nell'estate del 2007.